# Baráth Ferenc (irodalomtörténész, 1916–1950)
Baráth Ferenc (Zalaegerszeg, 1916. május 10. – Zalaegerszeg, 1950. július 4.) irodalomtörténész, újságíró, 1945-től 1947-ig Zalaegerszeg polgármestere.

## Élete
Édesapja a városi villanytelepen dolgozott. Szülővárosában végezte az elemi iskolát, majd 1926-tól 1934-ig ugyanott járt gimnáziumba. 1934-től 1938-ig tanult a budapesti egyetem magyar-német-francia szakán, ezt követően a Trefort utcai gimnáziumban működött mint gyakorló tanár, és ugyan elkészítette doktori disszertációját, ám vizsgáját nem tette le. Újságírókén a Pesti Napló és egyéb színházi lapok munkatársaként dolgozott. 1941-ben feleségül vette Török Ilonát (aki Tóth Török Ilona név alatt kisebb szerepeket is játszott). Az 1940-es évek elején németből magyarra fordított számos könyvet. 1945 áprilisában áttette lakhelyét Zalaegerszegre, 1945. április 13. és 1947. július 15. között volt a város polgármestere, a parasztpártot képviselte. Szerepe volt a város kulturális életének fellendítésében, ő volt a kezdeményezője számtalan irodalmi rendezvénynek. Később az Építési és Közmunkaügyi Minisztérium sajtófőnökeként dolgozott, különféle lapokban publikált. 1949-ben agyhártyagyulladást kapott, amit eleinte a Korányi-klinikán kezeltek, innét visszakerült Zalaegerszegre, ahol elhunyt. Díszsírhelye a Göcseji úti temetőben áll. Munkái elsősorban versek, novellák és színikritikák.

## Fontosabb művei
- Hajnali hangok (versek, műfordítások, Zalaegerszeg, 1934);
- Kosztolányi Dezső (Zalaegerszeg, 1938).